# Cathédrale Marie-Reine de Bururi
Cette  cathédrale n’est pas la seule cathédrale Marie-Reine.
La cathédrale Marie-Reine de Bururi est une cathédrale catholique, et le siège du diocèse de Bururi. Elle est située à Bururi, ville éponyme de la province de Bururi, au Burundi,,,.

## Histoire
La cathédrale a été inaugurée peu après la création du diocèse, en 1963.

### Note
1. ↑  « BURURI 12 juillet 2003
 Fête de remerciement pour le 1er centenaire du fondateur du diocèse, S.E. Mgr J. MARTIN. 
 Pour les 40 ans de la fondation de la Cathédrale Marie Reine et de l’ordination sacerdotale de S.E. Mgr Bernard BUDUDIRA et pour les 30 ans de son ordination épiscopale[5]. »